# 평강공주
평강공주(平岡公主, 생몰년 미상)는 고구려 평원왕(平原王)의 딸이다. ‘평강’(平崗)은 평원왕(平原王)의 이칭인 평강상호왕(平崗上好王)에서 따온 것으로 원래 이름은 알 수 없다. 남편(男便) 온달(溫達)과의 설화(說話)가 《삼국사기》(三國史記)에 수록되어 있다.

## 전설
어려서 자주 울어 그때마다 평원왕이 바보 온달에게 시집보내겠다고 놀렸다. 16세 때 평원왕이 상부(上部)의 고씨 가문에 출가시키려 하자 이를 거역하고 홀로 궁궐을 뛰쳐나와 온달을 찾아갔다. 장님이었던 온달의 노모는 평강공주의 향기를 맡고 부드러운 손을 만져보고는 매우 귀하신 분 같다며 우리 모자는 찢어지게 가난하니 계실 곳이 아니라고 하였다. 마침 배고픔에 느릅나무 껍질을 지고 오던 온달 역시 어린 여자가 할 행동이 아니라며 강하게 거부하였다. 평강공주는 사립문 아래에서 밤을 보낸 후 다음날 아침 일찍부터 모자를 다시 설득한 끝에 마침내 온달과 혼인하였다. 평강공주는 가져온 값비싼 팔찌를 팔아 살림을 장만하고 말을 정성스레 길렀다. 온달은 그 말을 타고 북주와의 전투에서 큰 공을 세워 이름이 높아졌다. 590년 온달이 아단성(阿旦城)에서 신라와 싸우다 전사하고 시신이 관에 옮겨졌는데 아무리 해도 관이 움직이지 않았다. 평강공주가 관을 어루만지며 이미 생사가 정해졌으니 돌아가자고 말한 이후 관을 운구할 수 있었다.

## 가계
- 아버지 : 평원왕(平原王)
- 어머니 : 미상
  - 남편 : 온달(溫達)
  - 남매 : 영양왕(嬰陽王)

## 평강공주가 등장하는 작품
- 《달이 뜨는 강》 (KBS, 2021년~2021년 배우: 김소현, 허정은)
- 천하무적 KBS, 2009~2009 배우:남상미

## 같이 보기
- 낙랑공주
- 달이 뜨는 강, KBS2 월화드라마 (2021년 상반기 방영작)
- 평강, 고구려의 어머니, 2018년, 홍남권, 온하루출판사

## 참고 문헌
- 《삼국사기》45권 열전 제5 온달